# Фролов Валеріан Олександрович
Валеріа́н Олекса́ндрович Фроло́в (26 травня (7 червня) 1895, Санкт-Петербург — 6 січня 1961, Ленінград) — радянський воєначальник, командувач військами Карельського фронту в роки Другої світової війни, генерал-полковник (28.04.1943). Депутат Верховної Ради РРФСР 3-го скликання. Депутат Верховної Ради СРСР 2-го і 4-го скликань.

## Біографія
Народився в родині дрібного службовця.
У травні 1915 року мобілізований в російську імператорську армію. Служив рядовим 180-го запасного піхотного полку (Петроград), з липня 1915 року — рядовим запасного батальйону лейб-гвардії Московського полку, де навчався в навчальній команді. З квітня 1917 року брав участь у Першій світовій війні на Південно-Західний фронт у складі полку, на фронті отримав чин старшого унтер-офіцера та призначений командиром взводу, був поранений. Демобілізований в лютому 1918 року.
У Червоній Армії з лютого 1918 року. Служив червоноармійцем запасного батальйону Виборзького району Петрограда, на основі якого незабаром було сформовано 1-й Московський революційний полк. У цьому полку Фролов служив командиром відділення, командиром взводу, в складі Північної ділянки загонів завіси з полком воював на Карельському перешийку. У грудні 1918 року переведений командиром роти (через кілька місяців призначений командиром батальйону) до 48-го стрілецького полку 6-ї стрілецької дивізії 7-ї армії РСЧА.
Член РКП(б) з 1919 року.
6 вересня 1920 року в бою під Гродно був поранений: отримав сильну контузію, від якої страждав до кінця життя. Після тривалого лікування в госпіталі тільки в грудні 1920 року повернувся до свого полку, де продовжив служити командиром батальйону.
З весни 1921 року — командир батальйону 48-го стрілецького полку, командир роти особливого відділу 6-ї стрілецької дивізії Орловського військового округу. З березня 1922 року командував ротами у 49-му, 50-му та 6-му стрілецьких полках Західного фронту.
У 1924 році закінчив Вищу тактично-стрілецьку школу командного складу РСЧА імені Комінтерну «Постріл». З вересня 1924 року — командир роти, з листопада 1924 року — начальник полкової школи, з жовтня 1926 року — командир батальйону 5-го стрілецького полку 2-ї стрілецької дивізії Білоруського військового округу.
З листопада 1928 року навчався на 6-місячних підготовчих курсах при Військово-політичній академії РСЧА імені Толмачова, після їх закінчення у червні 1929 року вступив до Військової академії РСЧА імені Фрунзе, яку закінчив у травні 1932 року.
З травня 1932 року — командир-комісар 46-го стрілецького полку 16-ї стрілецької дивізії Ленінградського військового округу. З квітня 1936 року — помічник начальника управління пункту ППО міста Ленінграда. З листопада 1936 року — начальник штабу 54-ї стрілецької дивізії Ленінградського військового округу. З червня 1937 року — командир 16-ї стрілецької дивізії.
З жовтня 1937 по вересень 1938 року брав участь у громадянській війні в Іспанії.
З січня 1939 року — командир 1-го стрілецького корпусу Ленінградського військового округу. З жовтня 1939 року — командувач Мурманської армійської групи військ. У жовтні 1939 року ця група військ була перетворена на 14-ту армію, командувачем якої залишився комдив Фролов. У грудні 1939 — березні 1940 року на чолі армії брав участь у радянсько-фінській війні. Армія діяла у Заполяр'ї. Після закінчення війни продовжував командувати армією.
З вересня 1941 до лютого 1944 року — командувач Карельського фронту. З лютого до грудня 1944 року — заступник командувача Карельського фронту.
З грудня 1944 до травня 1948 року — командувач військ Біломорського військового округу.
У 1949 році закінчив Вищі академічні курси при Вищій військовій академії імені Ворошилова.
З травня 1949 по червень 1951 року — командувач військ Архангельського військового округу.
З липня 1951 року до квітня 1956 року — командувач військ Біломорського військового округу. Після розформування округу з квітня до жовтня 1956 року перебував у розпорядженні Головного управління кадрів Міністерства оборони СРСР.
З жовтня 1956 року — в запасі в Ленінграді.
Помер 6 січня 1961 року. Похований на Богословському цвинтарі Ленінграда (Санкт-Петербурга).

## Військові звання
- Полковник (17.02.1936)
- Комбриг (17.02.1938)
- Комдив (21.01.1939)
- Комкор (23.12.1939)
- Генерал-лейтенант (4.06.1940)
- Генерал-полковник (28.04.1943)

## Нагороди
- три ордени Леніна (7.05.1940, 21.02.1945, 6.06.1955)
- чотири ордени Червоного Прапора (22.02.1938, 22.02.1939, 3.11.1944, 24.06.1948)
- Орден Кутузова І ступеня (22.02.1944)
- Орден Богдана Хмельницького І ступеня (2.11.1944)
- Орден Червоної Зірки (16.08.1936)
- Медаль «За оборону Радянського Заполяр'я»
- Медаль «За перемогу над Німеччиною у Великій Вітчизняній війні 1941—1945 рр.»
- медалі